# 2014 en Australie
Chronologie de l'Australie
- 2008
- 2009
- 2010
- 2011
- 2012
- 2013
- 2014
- 2015
- 2016

## En exercice
- Monarque – Élisabeth II
- Gouverneur général – Peter Cosgrove succède à Quentin Bryce le 28 mars 2014
- Premiers ministres : Tony  Abbott (premier ministre en fonction depuis le  18 septembre 2013)

## Chronologie

### Janvier 2014
- Jeudi 30 janvier - 3e cérémonie des Australian Academy of Cinema and Television Arts Awards

### Mars 2014
- Dimanche 16 mars - Grand Prix automobile d'Australie 2014

### Avril 2014
- Jeudi 3 avril : développement du cyclone Ita.
- Du 16 avril au 25 avril  - Le prince William, duc de Cambridge (deuxième dans l'ordre de succession aux trônes australien et néo-zélandais) et Catherine, duchesse de Cambridge effectueront leur première visite officielle de l'Australie avec leur fils de Prince George.

### Juillet 2014
- 1er juillet : après tout juste deux ans d'application, la taxe carbone est abrogée par le Parlement[1], à l'initiative du premier ministre conservateur Tony Abbott, « faisant de l'Australie le premier pays à revenir sur une telle mesure environnementale ». L'opposition travailliste dénonce ce recul[2].

### Octobre 2014
- 21 octobre : décès de Gough Whitlam (né le 11 juillet 1916), premier ministre d'Australie de 1972 à 1976 et initiateur d'importantes réformes sociétales[3].

### Novembre 2014
- Du 14 novembre au 15 novembre a lieu le Sommet du G20 de 2014 à Brisbane[4].
- 17 novembre, après neuf ans de négociations, l'Australie et la Chine signent un accord de libre-échange[5],[6], l'Australie mise sur le boom de la consommation chinoise[7].
- 17 et 18 novembre, Tony Abbott et le Premier ministre indien ont des discussions informelles préparant un possible accord commercial de libre-échange dans les 12 prochains mois[8],[9].

### Décembre 2014
- Mercredi 10 décembre - Julie Bishop, ministre des Affaires étrangères et du Commerce, annonce que l'Australie s'engage à verser 200 millions de dollars australiens au « fonds vert pour le climat », conçu pour aider les pays en développement à combattre le changement climatique et géré par l'ONU[10],[11],[12]. Cette annonce est faite lors de la convention-cadre des Nations unies sur les changements climatiques de 2014 se tenant à Lima (Pérou).
- Lundi 15 décembre : prise d'otages de Sydney - Un tireur isolé, prend en otage 17 personnes parmi les clients et employés, d'un café situé à Martin Place à Sydney. 3 morts en résultent.

## Événements futurs
- Du 12 juin au 13 juillet - Équipe d'Australie de football à la Coupe du monde 2014

## Décès en 2014
- Mercredi 1er janvier : Michael Glennon, 69 ans, prêtre catholique pédocriminel. (° 1944)